# John Miles
John Miles (født 23. april 1949, død 5. december 2021) var en engelsk sanger, musiker og rock-guitarist.
John Miles var først og fremmest kendt for sine ballader . Ikke mindst storhittet 'Music Was My First Love And It Will Be My Last' fra 1976.